# Adrianus Josephus van Berckel
Adrianus Josephus van Berckel (Delft, 24 november 1751 - Delft, 14 augustus 1812) was brouwer, stoker, weesmeester, lid municipale raad, hoofdingeland van Delfland, en een Nederlands politicus. Hij werd geboren als zoon van Martinus van Berckel en Johanna Anthonia Houwert, en trouwde met Maria Catharina van Tomputten. 
Van Berckel, telg uit het geslacht Van Berckel, was bierbrouwer en brandewijnstoker; lid provinciale municipaliteit (1795), lid municipale raad (1803-1812); weesmeester; lid Kamer van Financiën; armmeester te Delft (1782-1812); regent RK godshuizen aldaar; hoofdingeland van Delfland (1804-1812).
Van Berckel stortte zich daarnaast ook op de politiek. Als katholieke notabele werd hij na de Bataafse omwenteling van 1795 wethouder te Delft. De functie van wethouder zou de familie sindsdien meerdere generaties blijven behouden.